# Колд-Лейк 149
Колд-Лейк 149 (англ. Cold Lake 149) — індіанська резервація в Канаді, у провінції Альберта, у межах муніципального району Боннівіль № 87.

## Населення
За даними перепису 2016 року, індіанська резервація нараховувала 671 особу, показавши зростання на 13,0%, порівняно з 2011-м роком. Середня густина населення становила 4,8 осіб/км².
З офіційних мов обидвома одночасно володіли 10 жителів, тільки англійською — 660. Усього 140 осіб вважали рідною мовою не одну з офіційних, з них 135 — одну з корінних мов.
Працездатне населення становило 54,3% усього населення, рівень безробіття — 18%.
Середній дохід на особу становив $34 186 (медіана $19 883), при цьому для чоловіків — $37 166, а для жінок $31 205 (медіани — $19 883 та $20 480 відповідно).
20,7% мешканців мали закінчену шкільну освіту, не мали закінченої шкільної освіти — 53,3%, 26,1% мали післяшкільну освіту, з яких 12,5% мали диплом бакалавра, або вищий.
| Статево-вікова структура населення | Статево-вікова структура населення | Статево-вікова структура населення | Статево-вікова структура населення | Статево-вікова структура населення |
| ---------------------------------- | ---------------------------------- | ---------------------------------- | ---------------------------------- | ---------------------------------- |
|                                    |                                    |                                    |                                    |                                    |
| Всього                             | Всього                             | 51,5%48,5%                         |                                    |                                    |
| 0 — 14 років                       | 0 — 14 років                       |                                    | 31,3%                              | 31,3%                              |
| 15 — 64 років                      | 15 — 64 років                      |                                    | 61,9%                              | 61,9%                              |
| 65 і більше                        | 65 і більше                        |                                    | 6,7%                               | 6,7%                               |
| Середній вік (років)               | Середній вік (років)               | 30,431,3                           | 30,9                               | 30,9                               |
| Медіана (років)                    | Медіана (років)                    | 28,527,6                           | 27,9                               | 27,9                               |
| — чоловіки — жінки                 |                                    |                                    |                                    |                                    |

| Походження мешканців:     | Походження мешканців:     | Походження мешканців: | Походження мешканців: | Походження мешканців: |
| ------------------------- | ------------------------- | --------------------- | --------------------- | --------------------- |
| Походження                |                           |                       | осіб                  | %                     |
| Корінні американці        | Корінні американці        |                       | 655                   | 97.04%                |
| Інше північноамериканське | Інше північноамериканське |                       | 15                    | 2.22%                 |
| Європейське               | Європейське               |                       | 100                   | 14.81%                |
| британське                | британське                |                       | 50                    | 7.41%                 |
| французьке                | французьке                |                       | 45                    | 6.67%                 |
| українське                | українське                |                       | 10                    | 1.48%                 |
| Азійське                  | Азійське                  |                       | 10                    | 1.48%                 |

## Клімат
Середня річна температура становить 1,4°C, середня максимальна – 21,1°C, а середня мінімальна – -23,6°C. Середня річна кількість опадів – 425 мм.
| Клімат поселення                              | Клімат поселення | Клімат поселення | Клімат поселення | Клімат поселення | Клімат поселення | Клімат поселення | Клімат поселення | Клімат поселення | Клімат поселення | Клімат поселення | Клімат поселення | Клімат поселення | Клімат поселення |
| Показник                                      | Січ.             | Лют.             | Бер.             | Квіт.            | Трав.            | Черв.            | Лип.             | Серп.            | Вер.             | Жовт.            | Лист.            | Груд.            |                  |
| Середній максимум, °C                         | −10,11           | −5,77            | 0,36             | 10,18            | 16,84            | 21,08            | 20,98            | 19,99            | 14,34            | 8,26             | −2,12            | −10,3            |                  |
| Середня температура, °C                       | −16,87           | −12,5            | −6,4             | 3,41             | 10,10            | 14,34            | 16,50            | 15,50            | 9,89             | 3,80             | −6,58            | −14,76           |                  |
| Середній мінімум, °C                          | −23,6            | −19,24           | −13,1            | −3,3             | 3,35             | 7,60             | 12,05            | 11,06            | 5,40             | −0,68            | −11,05           | −19,22           |                  |
| Норма опадів, мм                              | 18               | 12               | 17               | 24               | 42               | 74               | 79               | 64               | 39               | 18               | 20               | 18               |                  |
| Середньомісячна швидкість вітру, м/с          | 3.56             | 3.70             | 3.80             | 4.10             | 4.00             | 3.60             | 3.40             | 3.30             | 3.60             | 3.80             | 3.80             | 3.70             |                  |
| Середньомісячна сонячна радіація, кДж/м²·день | 3213             | 6713             | 12245            | 17373            | 21060            | 22311            | 22067            | 18239            | 12194            | 7163             | 3534             | 2295             |                  |
| --------------------------------------------- | ---------------- | ---------------- | ---------------- | ---------------- | ---------------- | ---------------- | ---------------- | ---------------- | ---------------- | ---------------- | ---------------- | ---------------- | ---------------- |
| Джерело:                                      |                  |                  |                  |                  |                  |                  |                  |                  |                  |                  |                  |                  |                  |